# HIV-1プロテアーゼ
HIV-1プロテアーゼ（英: HIV-1 protease、HIV-1 PR）は、レトロウイルス型アスパラギン酸プロテアーゼ（レトロペプシン）の1つであり、レトロウイルスにおいてペプチド結合の加水分解に関与している酵素である。HIV-1プロテアーゼは、AIDSの原因となるレトロウイルスであるHIVの生活環に必要不可欠である。このプロテアーゼは新たに合成されたポリプロテイン（すなわちGagとGag-Pol）を9か所で切断し、宿主細胞外で感染性を有するウイルス形態である、ビリオンの構成要素となるタンパク質を形成する。HIV-1プロテアーゼが有効に機能していない場合、HIVビリオンは感染性を持たない。

## 構造

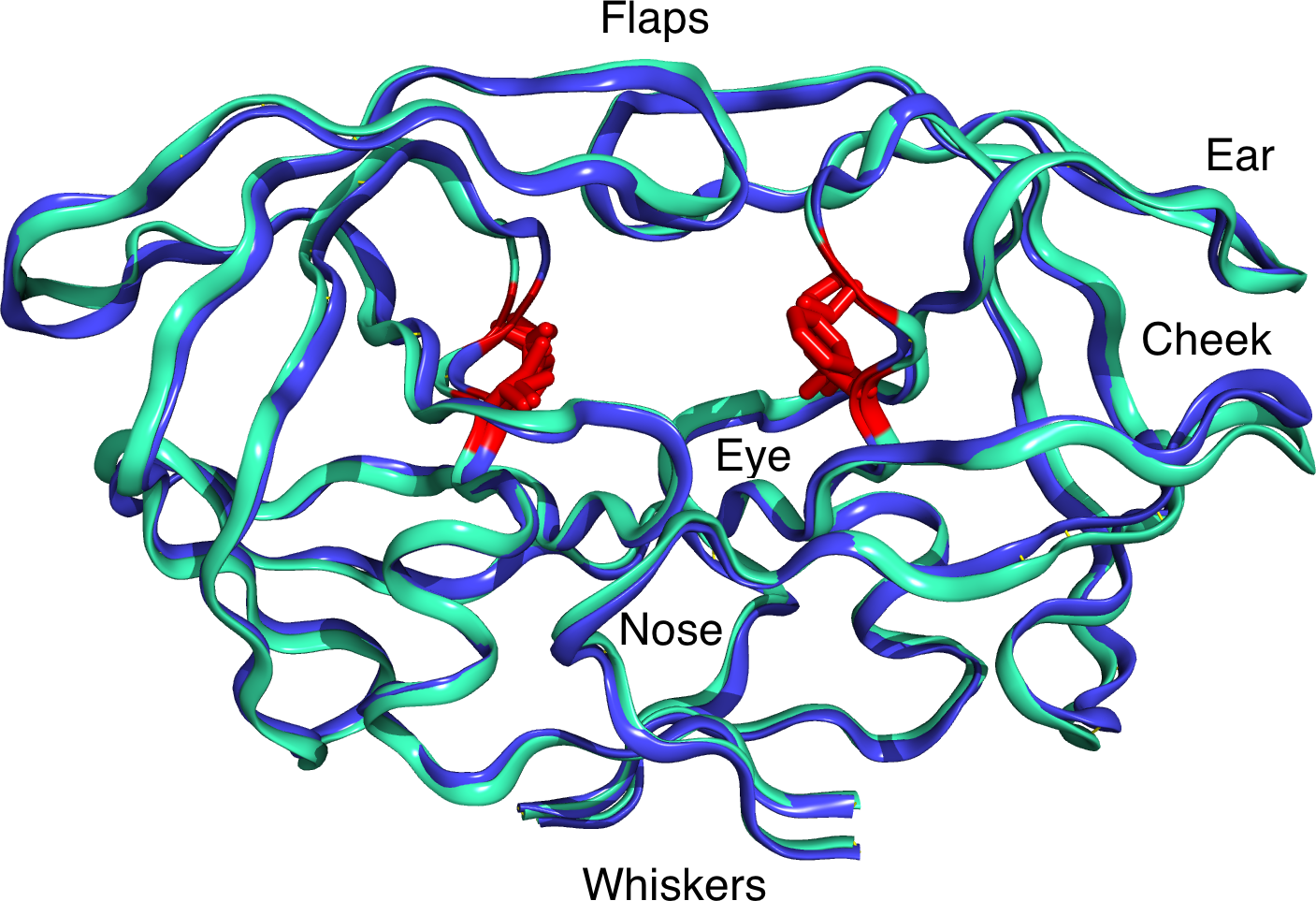
HIV-1プロテアーゼの各部位には、ブルドッグや太った猫になぞらえた名称がつけられている。青色と青緑色のリボンは、それぞれ野生型と変異体のペプチド骨格を表している。

成熟型HIV-1プロテアーゼは約22 kDaのホモ二量体として存在し、各サブユニットは99アミノ酸から構成される。同一な2つのサブユニットの間に1つの活性部位が位置し、そこにはアスパラギン酸プロテアーゼに共通した、特徴的なAsp-Thr-Gly型触媒三残基が存在している。HIV-1プロテアーゼは二量体の状態でのみ機能し、成熟型プロテアーゼでは各単量体に由来する2つのAsp25が互いに協働的に触媒残基として機能する。さらに、HIV-1プロテアーゼには2つのフラップ構造が存在し、この部位は酵素が基質を結合した際に最大で7 Å移動する。

## 生合成

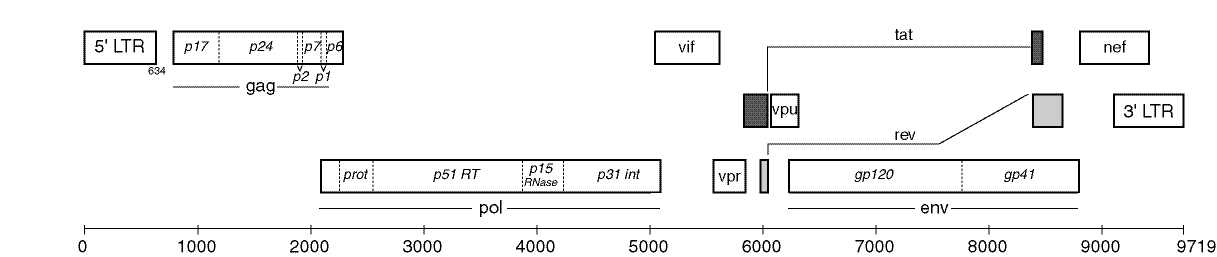
プロテアーゼ遺伝子はGag-Pol領域に位置し、N末端側にはp6^{pol}、C末端側には逆転写酵素が位置している。

### 前駆体
Gag-Polポリプロテインには、HIV-1プロテアーゼを含む複数の未成熟タンパク質が含まれている。プロテアーゼのN末端側にはフレームシフト領域に位置するp6pol、C末端側には逆転写酵素が存在している。
この前駆体タンパク質が機能的なタンパク質となるためには、プロテアーゼ単量体が他のプロテアーゼ単量体と結合し、それぞれ触媒三残基のAsp25を提供して機能的な活性部位を形成しなければならない。

### 合成機構
HIVのRNAは、逆転写酵素、インテグラーゼ、成熟型HIV-1プロテアーゼを伴って細胞へ侵入する。逆転写酵素はウイルスRNAをDNAへ変換し、インテグラーゼはウイルスのゲノム情報を宿主のDNAへ組み込む。ウイルスDNAは核内で潜伏状態となるか、もしくは宿主の装置によってmRNAへの転写とGag-Polポリプロテインへの翻訳が行われ、その後、成熟型HIV-1プロテアーゼによって個々の機能的タンパク質（HIV-1プロテアーゼを含む）へと切断される。
HIV-1プロテアーゼ前駆体は、自己プロセシングと呼ばれる機構によってGag-Polポリプロテインからの切断を促進し、自身の産生を触媒する。HIV-1プロテアーゼの自己プロセシングは次の2段階によって特徴づけられる。(1) フォールディングしたプロテアーゼ領域が二量体を形成し、N末端側のp6pol-プロテアーゼ間切断部位での切断はこの分子内で行われる。この切断によって新生プロテアーゼ-逆転写酵素中間体の酵素活性が高まる。(2) C末端側のプロテアーゼ-逆転写酵素間切断部位での切断はこの中間体分子間で行われ、成熟型プロテアーゼ二量体が形成される。この二量体化過程によって、各単量体由来の2つのAsp25触媒残基を有する、完全に機能的な活性部位が形成される。

## 機能
HIV-1プロテアーゼは二重の機能を有する。HIV-1プロテアーゼ前駆体は、自己プロセシングによって自身の成熟型酵素への変換の触媒を担う。そして成熟型プロテアーゼはGag-Polポリプロテイン内の9か所のペプチド結合を特異的に加水分解し、成熟型の機能的タンパク質を形成する。こうして切断されるタンパク質には逆転写酵素、インテグラーゼ、RNaseHが含まれており、ウイルスの複製に必要である。

## 機構

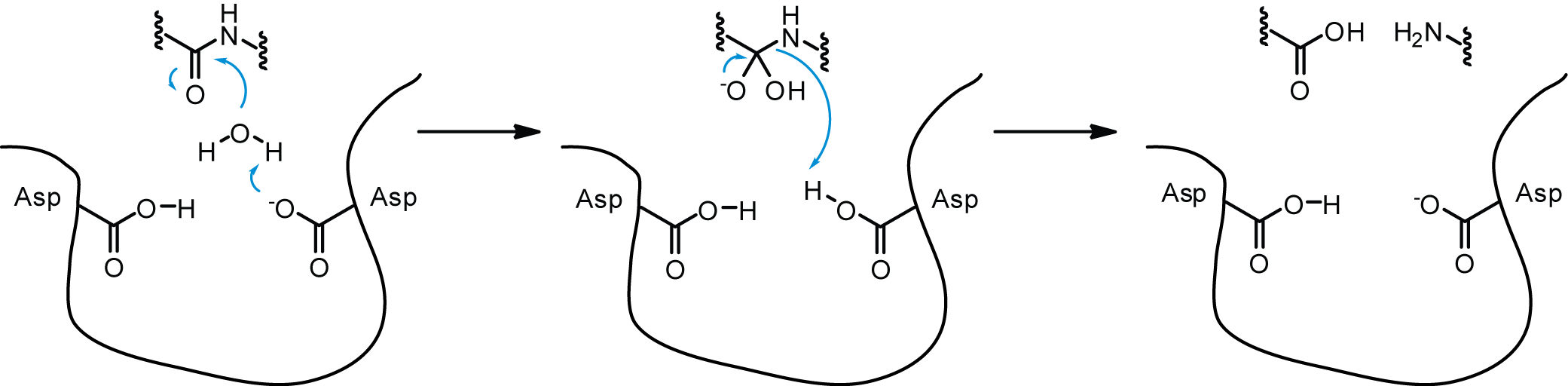
一般的なアスパラギン酸プロテアーゼの触媒機構。2つの特徴的なアスパラギン酸残基が脱プロトン化状態、プロトン化状態で存在している。

HIV-1プロテアーゼはアスパラギン酸プロテアーゼであり、二量体型HIV-1プロテアーゼはアスパラギン酸残基を介して加水分解を行う。HIV-1プロテアーゼの活性部位の2つのAsp25残基は、微小環境によるpKaの差異によって、一方は脱プロトン化され、もう一方はプロトン化されている。

一般的なアスパラギン酸プロテアーゼの機構として、酵素の活性部位に基質が正しく結合すると、脱プロトン化されたAsp25が塩基触媒として作用し、入ってきた水分子が脱プロトン化されてより良い求核剤となる。こうして形成された水酸化物イオンはペプチド結合のカルボニル炭素を攻撃し、当初プロトン化されていたAsp25によって安定化された一過性のオキシアニオン中間体が形成される。オキシアニオンは二重結合を再形成し、ペプチド結合が切断される一方、当初脱プロトン化されていたAsp25は酸触媒としてプロトンをアミノ基に供与してアミノ基をより良い脱離基とし、再び元の脱プロトン化状態へと戻る。
HIV-1プロテアーゼの多くの特性が非ウイルス型のアスパラギン酸プロテアーゼと共通したものである一方で、協調的な加水分解の触媒を行うこと、すなわち触媒時に求核剤となる水分子とプロトン化Asp25が同時にペプチド結合を攻撃することを示すエビデンスが得られている。

## 薬剤標的として

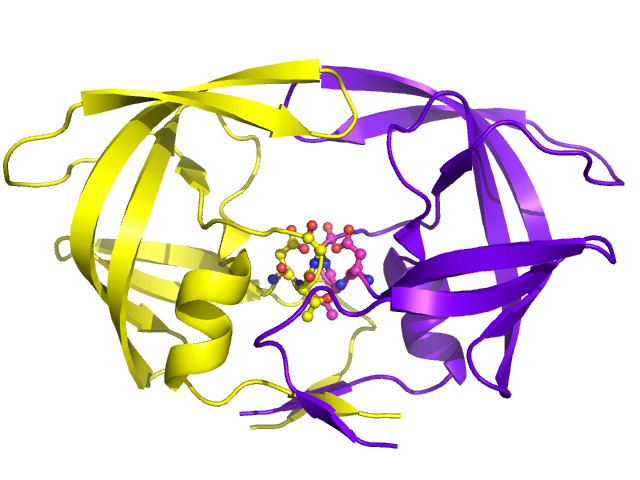
HIV-1プロテアーゼはアスパラギン酸プロテアーゼに典型的なAsp-Thr-Gly型触媒残基を有する。これらの残基はアミノ酸25番、26番、27番に位置し、触媒活性を担っている。

HIV-1プロテアーゼはHIVの複製において重要な役割を果たしているため、治療薬の主要な標的となっている。HIV-1プロテアーゼ阻害剤は基質の四面体型中間体を模倣して活性部位に特異的に結合し、酵素を「スタック」させることで機能する。活性型プロテアーゼを欠くウイルス粒子は、組み立てと出芽の後、感染性を有するビリオンへ成熟することができない。いくつかのプロテアーゼ阻害薬がHIVに対する治療に認可されている。
現在FDAによって承認されているHIV-1プロテアーゼ阻害薬は、インジナビル、ネルフィナビル、ロピナビル、アンプレナビル、ホスアンプレナビル、アタザナビル、チプラナビル、ダルナビルである。これらの阻害薬はそれぞれ分子構成が異なり、そのため活性部位の遮断などの作用機序も異なる。また、他の阻害薬の血中濃度を高めることを目的として用いられるものや（リトナビル）、ウイルスが他の阻害薬に耐性を示す特定の状況でのみ使用されるもの（チプラナビル）もある。

### 進化と耐性
レトロウイルスは変異率が高く、触媒三残基配列も含まれるmutationally sensitive regionと呼ばれる領域では特に高い。HIV-1プロテアーゼのわずかなアミノ酸の変化で阻害薬の効果はかなり弱まり、複製阻害薬による選択圧下ではこの酵素の活性部位は迅速に変化する。
一般的に薬剤耐性の増大と関係しているのは、major mutationとsecondary mutationと呼ばれる2種類の変異である。Major mutationはプロテアーゼの活性部位の変異を伴い、選択的阻害薬の結合を防ぐ。Secondary mutationはmajor mutationが生じた後に生じる酵素の周縁部の分子的変化であり、耐性獲得後の触媒活性の増大をもたらしていると考えられている。こうした薬剤耐性の獲得を最低限に抑えるために、1種類の薬剤を用いるのではなく、HIVの複製サイクルに重要ないくつかの面を阻害する薬剤の同時投与が行われる。プロテアーゼ以外に、逆転写酵素、ウイルスの接着、膜融合、cDNAの組み込み、ビリオンの組み立て過程などが薬剤の標的となっている。